# Per Teodor Cleve
Per Teodor Cleve (Estocolmo, 10 de febrero de 1840 - Upsala 18 de junio de 1905) fue un químico y geólogo sueco.
Después de graduarse en el Gymnasium en Estocolmo 1858, Cleve se matriculó en la Universidad de Upsala, en mayo de 1858, donde recibió su doctorado en 1863. Después de un empleo en la universidad de Upsala y viajes por Europa y América del Norte, recibió una cátedra de química general y agrícola en Upsala en 1874.
Cleve descubrió los elementos holmio y tulio en 1879. Además, en 1874, concluyó que el didimio era en realidad dos elementos, que ahora se conocen como neodimio y praseodimio.
El mineral cleveíta fue nombrado en 1878 por el geólogo y explorador Adolf Erik Nordenskiöld en su honor.
Cleve fue padre de la botánica y química Astrid Cleve y abuelo de su hijo, Ulf von Euler, fisiólogo y farmacólogo, un ganador del premio Nobel. 
Fue galardonado en 1894 con la medalla Davy, concedida por la Royal Society «por sus investigaciones sobre la química de las tierras raras».